# Zweihänder
Zweihänderⓘ (theo tiếng Đức có nghĩa là "kiếm song thủ"), là loại kiếm song thủ xuất hiện nhiều nhất trong Thời Phục hưng. Nó còn mang những tên gọi khác như Bidenhänder, Bihänder hay Doppelhänder. Trong Võ thuật phương Tây, vũ khí này còn được gọi là Đại kiếm. Nó có nguồn gốc từ Thụy Sĩ và sau đó được sử dụng trong quân đội Áo và các quốc gia Đức.
Trong khi được sử dụng ở Đức từ thế kỷ thứ 14, danh tiếng của nó được nhiều người biết đến vào thế kỷ thứ 16 khi Zweihänder trở thành vũ khí đặc trưng của các binh đoàn Landsknecht dưới thời Hoàng đế Maximilian I. Các tài liệu cho rằng Zweihänder được dùng bởi những binh sĩ Landsknect đi tiên phong nhằm chặt phá những bức tường giáo tua tủa của lính đánh thương phe địch - vốn gây ra nhiều khó khăn cho những đợt tấn công của kỵ binh và các binh sĩ sử dụng những loại vũ khí thông thường.
Trong những người sử dụng Zweihänder, có lẽ người nổi danh nhất là Pier Gerlofs Donia; ông được cho là có khả năng dùng nó với kỹ năng, sức mạnh và hiệu quả tuyệt vời đến mức có thể chặt đầu nhiều kẻ thù chỉ sau một lần vung kiếm. Thanh Zweihänder được cho là của Pier hiện được trưng bày ở bảo tàng Frisian từ năm 2008. Nó có chiều dài đến 213 cm (84 in) và nặng 6,6 kg (14½ lb).

## Đặc điểm kỹ thuật
Zweihänder có thể dài đến 180 cm (6 ft) tổng cộng, với chiều dài riêng của lưỡi kiếm dao động từ 120–150 cm (4–5 ft) còn chuôi kiếm dài 30–45 cm (1–1½ ft). Khối lượng của kiếm rơi vào khoảng 2 kg đến 3,2 kg (4½–7 lb). Một thanh Zweihänder chuyên dùng trong các nghi lễ - và đương nhiên là không thích hợp trong chiến đấu - có thể nặng tới 7 kg (16 lb).
Một số kiểu Zweihänder thì nhẹ và ngắn hơn. Nhất là những phiên bản sớm của loại kiếm này thường có chiều dài tổng cộng là 150 cm (5 ft) với cân nặng 1½ kg (3 lb 5 Ounce).

## Đặc điểm hình dáng
Cán bảo vệ tay cầm có thể rất đơn sơ nhưng cũng có thể được chạm khắc, trang trí rất công phu. Chuôi kiếm thường có một chi tiết phình, nặng hình tim hay hình quả lê. Thông thường, phần gốc của lưỡi kiếm - gọi là ricasso hay Fehlschärfe (có nghĩa là "không được mài sắc) - không có hai cạnh được mài sắc như phần còn lại của lưỡi kiếm, nhờ đó người sử dụng có thể cầm tay vào phần gốc này và làm tăng chiều dài cánh tay đòn, giúp người dùng sử dụng thành kiếm giống như một vũ khí cán dài. Việc này khiến người sử dụng kiếm có thể đẩy lui các cuộc tấn công của kỵ binh một cách hiệu quả. Chuôi kiếm có gắn những chi tiết hình vòng và cán bảo vệ tay cầm có thể dài tới 35 cm (14 in) theo chiều ngang. Trên lưỡi kiếm, cách cán bảo vệ tay cầm chừng 10–20 cm (4–8 in), có những vấu lồi hay gờ nổi hình móc gọi là Parierhaken (nghĩa là "móc bảo vệ tay") nhằm ngăn chặn vũ khí của đối phương trượt xuống phần gốc kiếm nơi người sử dụng cầm tay vào.

## Ứng dụng trong chiến trận

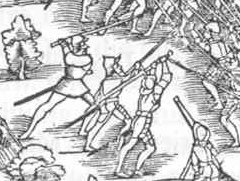
Hình vẽ năm 1548 về những người lính đang sử dụng Zweihänder chống lại quân đánh thương của địch trong Trận Kappel

Theo các tài liệu ấn hành sau thời Trung đại, các phiên bản sớm và thiết thực hơn của Zweihänder được dùng để chống lại đội hình của các binh sĩ cầm giáo và thương dài của phe địch, cụ thể là chặt đứt các ngọn giáo và sau đó tấn công người lính đánh thương.
Một số học giả  nói rằng đấy chỉ là điều người đời sau thêu dệt, và múc đích chính của chúng là dùng để trưng bày. Tuy nhiên, ít nhất trong vị trí là một "huyền thoại", ý niệm về công dụng của thanh Zweihänder xuất hiện muộn nhất là vào thế kỷ thứ 17 nếu không phải là cuối thế kỷ 16. Một tác phẩm biên niên sử Ba Lan năm 1597 có vẽ một bức hoạ tưởng tượng về một người lính sử dụng Zweihänder chống lại người lính cầm kích trong trận chiến.
Những binh sĩ được huấn luyện để sử dụng Zweihänder (danh hiệu Meister des langen Schwertes được ban tặng bởi Hội anh em Thánh Máccô) nhận mức lương gấp đôi so với người lính bộ binh thường (vì thế họ mang tên là Doppelsöldner, có nghĩa là "lính đánh thuê kép"). Những người lính này thường có nhiệm vụ bảo vệ các khẩu đội pháo.
Tác phẩm (1510) Goliath Fechtbuch  trình bày cách giao chiến bằng những thanh kiếm có kích thước tương tự như Zweihänder nhưng không có ngạnh hình móc ở lưỡi kiếm, điều này gây ra những tranh cãi rằng liệu những thanh kiếm đó có phải là Zweihänder hay không. Những thanh kiếm này được cầm giống như cách cầm các loại Trường kiếm. Though the point might be considered moot, dựa trên sự thật là Zweihänder và trường kiếm có phong cách sử dụng giống nhau, modified to account for the Zweihänder's greater size.
Một binh sĩ sử dụng Zweihänder một cách thuần thục có thể chém đầu hay chặt chân tay lính đánh thương và kỵ binh địch, thậm chí chặt đứt giáo và ngựa của địch.Người dùng Zweihänder có thể dùng chiến thuật "bán kiếm" khi người lính cầm một tay vào phần gốc lưỡi kiếm không có cạnh sắc, tay kia cầm chuôi kiếm và đâm đối thủ bằng hai tay.